# ویکتور اور
ویکتور اور (انگلیسی: Victor Auer; ۲۴ مارس ۱۹۳۷ – ۳ مهٔ ۲۰۱۱) ورزشکار ورزش تیراندازی اهل ایالات متحده آمریکا بود.
وی در مسابقات کشوری و بین‌المللی در مجموع برندهٔ ۱ مدال نقره شده‌است.